# Gerichtsverbundene Mediation
Die gerichtsverbundene Mediation, auch gerichtsnahe Mediation, beschreibt das Verhältnis des Mediationsverfahrens zu dem Gerichtsverfahren. Nach ihrer Nähe zum Gerichtsverfahren kann man differenzieren: 
- die reguläre Mediation: Die Mediation wird als ein eigenständiges Verfahren durchgeführt
- die gerichtsnahe Mediation: Die gerichtsnahe Mediation ist wie die reguläre Mediation ein selbständiges Verfahren, das jedoch auf die Initiative des in der Sache erkennenden Richters vermittelt wird.
- die gerichtsinterne Mediation: Wie bei der gerichtsnahen Mediation handelt es sich um ein isoliert durchgeführtes Mediationsverfahren. Im Gegensatz zur gerichtsnahen Mediation wird die gerichtsinterne Mediation jedoch durch einen in der Sache nicht erkenntnisbefugten Richterkollegen durchgeführt. Die gerichtsinterne Mediation ist ein Unterfall der gerichtsnahen Mediation.
- die gerichtsintegrierte Mediation: Sie ist eine Anwendungsform der integrierten Mediation. Im Gegensatz zur regulären Mediation ist die gerichtsintegrierte Mediation innerhalb eines Gerichtsverfahrens überall dort einzusetzen, wo es zu einer Konfliktberührung kommt.